# Gare de Dazaifu
La gare de Dazaifu (太宰府駅, Dazaifu-eki) est une gare ferroviaire terminus de la ville de Dazaifu, dans la préfecture de Fukuoka au Japon. Elle est exploitée par la compagnie Nishitetsu.

## Situation ferroviaire
La gare de Dazaifu marque la fin de la ligne Nishitetsu Dazaifu.

## Histoire
La gare a été inaugurée le 1er mai 1902.

## Service des voyageurs

### Accueil
La gare dispose d'un bâtiment voyageurs ouvert tous les jours, avec des guichets et des automates pour l'achat de titres de transport.

### Desserte
- Ligne Nishitetsu Dazaifu :
  - voies 2 et 3 : direction Nishitetsu Futsukaichi